# Jerdosz Zsanabergenov
Jerdosz Zsanabergenov (kazakul: (Ердос Жаңабергенов), 1984. január 17. –) kazak amatőr ökölvívó.

## Eredményei
- 2005-ben világbajnok félnehézsúlyban. Az elődöntőben az 1999-es világbajnokság győztesét az üzbég Utkirbek Haydarovot, majd a döntőben a horvát Marijo Šivoliját győzte le.
- félnehézsúlyú kazak bajnok (2006, 2007)